# 斯特羅姆冰川
85°10′S 164°30′W / 85.167°S 164.500°W
斯特羅姆冰川（英語：Strom Glacier）是南極洲的冰川，發源自弗里喬夫南森山北面，經過鄧肯山脈西北面和赫伯特山脈東南面，最終注入羅斯冰架。